# Bombylius subacutus
Bombylius subacutus är en tvåvingeart som beskrevs av Hesse 1938. Bombylius subacutus ingår i släktet Bombylius och familjen svävflugor.
Artens utbredningsområde är Namibia. Inga underarter finns listade i Catalogue of Life.